# 197 (numero)
Centonovantasette è un numero naturale che succede al 196 e precede il 198.

## Proprietà matematiche
- È un numero dispari.
- È un numero difettivo.
  - È un numero primo, il 45°.
  - È un numero primo gemello con 199.
  - È un numero primo cugino con 193.
  - È un numero primo sexy con 191.
  - Per le tre proprietà di cui sopra, fa parte della quadrupla di primi (191, 193, 197, 199).
  - È un numero primo di Chen.
  - È un numero primo di Eisenstein con parte immaginaria nulla.
  - È un numero primo forte.
  - È un numero primo troncabile a sinistra.
  - Costituisce la somma dei primi 12 numeri primi (197=2+3+5+7+11+13+17+19+23+29+31+37), ed è anche il più piccolo numero primo esprimibile come somma di altri 7 numeri primi consecutivi (197=17+19+23+29+31+37+41).
  - È la somma delle cifre di tutti i numeri primi di due cifre.
- È un numero ettagonale centrato.
- È un numero di Keith.
- È un numero di Schröder–Ipparco.
- È un numero di Ulam.
- È un numero malvagio.
- Può essere espresso sia come somma che come differenza di due quadrati: 197 = 142+12 = 992-982.
- È parte delle terne pitagoriche (28, 195, 197) e (197, 19404, 19405).
- È un numero palindromo nel sistema di numerazione posizionale a base 6 (525).
- È un numero congruente.

## Astronomia
- 197P/LINEAR è una cometa periodica del sistema solare.
- 197 Arete è un asteroide della fascia principale del sistema solare.

## Astronautica
- Cosmos 197 è un satellite artificiale russo.

## Altri ambiti
- È la massa, espressa in UMA, dell'unico isotopo stabile dell'oro, l'oro 197.
- Secondo la leggenda, è il numero di anni che visse Fu Hsi.
- 197 è il numero delle lettere in ebraico contenute nei primi cinque versi di Bereshit (Genesi) il primo libro della Bibbia.
- 197 È il numero che si doveva comporre per accedere ai servizi di informazione telefonica (automatici e gratuiti o con operatore e a pagamento) della Sip